# مورتن فروست
مورتن فروست (بالدنماركية: Morten Frost)‏ هو لاعب كرة الريشة دنماركي، ولد في 4 أبريل 1958 في Nykøbing Sjælland ‏ في الدنمارك.

## وصلات خارجية
- مورتن فروست على موقع BWF.tournamentsoftware.com (الإنجليزية)
- مورتن فروست على موقع BWFbadminton.com (الإنجليزية)
- مورتن فروست على موقع الجمعية الدولية للألعاب العالمية (الإنجليزية)